# Bataille de Sanna's Post
Seconde guerre des Boers
Batailles
Raid Jameson (décembre 1895 - janvier 1896)
- Doornkop

Front ouest (octobre 1899 - juin 1900)
- Kraaipan
- Belmont
- Graspan
- Modder River
- Stormberg
- Magersfontein
- Kimberley
- Paardeberg
- Poplar Grove
- Driefontein
- Sand River
- Mafeking
- Doornkop
- Biddulphsberg
- Lindley
- Diamond Hill

Front est (octobre 1899 - août 1900)
- Talana Hill
- Elandslaagte
- Rietfontein
- Bataille de Ladysmith
- Colenso
- Spion Kop
- Vaal Krantz
- Siège de Ladysmith
- Libération de Ladysmith
- Bergendal

Raids et guérillas (mars 1900 - mai 1902)
- Sanna's Post
- Mostertshoek
- Jammerbergdrift
- Roodewal
- Bothaville
- Leliefontein
- Nooitgedacht
- Vlakfontein
- Groenkloof
- Elands River
- Bloedrivier Poort
- Bakenlaagte
- Groenkop
- Tweebosch
- Rooiwal

La bataille de Sanna’s Post (ou parfois bataille de Korn Spruit) fut un affrontement tenu au cours de la deuxième guerre des Boers (1899-1902) entre l'Empire britannique et les Boers des deux républiques indépendantes de l'État libre d'Orange et du Transvaal.

## Rétroactes
Le 13 mars 1900, l'Armée britannique, disposant désormais d'effectifs largement supérieurs à ceux des Boers, avait occupé Bloemfontein, capitale de l'État libre d'Orange, et se préparait désormais à marcher sur Pretoria, la capitale du Transvaal. Le maréchal de campagne Roberts, commandant en chef des troupes britanniques, pensait que la fin de la guerre était proche, devant se conclure avec la prise des deux capitales. Alors que les habitants du Transvaal se préparaient à défendre leur capitale, avec peu de chance de succès, les Orangistes, dirigés par le président Marthinus Steyn et leur général réputé brillant Christiaan de Wet, se réunirent avec les dirigeants du Transvaal à Kroonstad pour envisager la poursuite du conflit par des moyens non conventionnels pour l'époque. L'attaque de Sanna's Post fut la première planifiée d'une série d'actions de guérilla dans ce conflit.
Le 30 mars 1900 une force armée de 2 000 Boers dirigée par Christiaan de Wet s'avança en direction de Bloemfontein. Les éclaireurs indiquèrent qu'une petite garnison britannique occupait Sanna’s Post, à une quarantaine de kilomètres de Bloemfontein, et qui constituait les installations d'alimentation en eau de Bleomfontein. Une troupe d'infanterie montée du général de brigade Broadwood, qui avait précédemment attaqué une position boer à Thaba n'Chu, y était stationnée. Les forces de Broadwood consistaient en les batteries de canons Q et U des Royal Horse Artillery, un régiment composite de la Household Cavalry, du 10e Royal Hussars, des infanteries montées de Nouvelle-Zélande et de Burma, et du Roberts's Horse et du Rimington's Guides. De Wet envoya 1 600 de ses hommes dirigés par son frère Piet pour attaquer Broadwood par le nord, alors que lui-même occuperait Sanna's Post pour couper une retraite éventuelle.

## La bataille
Pendant la nuit, un groupe de fusiliers fut envoyé par De Wet pour occuper un ravin de la Modder River, emplacement idéal pour une embuscade. À la première lueur du jour le 31 mars, l'artillerie de Piet de Wet ouvrit le feu de collines au nord au moment où les Britanniques apprêtaient leur camp. La surprise tactique fut complète, semant la panique dans le camp. Les Britanniques commencèrent à se retirer, comme prévu en direction du ravin occupé quelques heures plus tôt par les Boers. Des chars de civils parvinrent les premiers au ravin, et furent pris par les Boers, qui les menacèrent de mort s'ils prévenaient les Britanniques. Ceux-ci ne suspectèrent dès lors rien, arrivant vers la rivière en petits groupes. De Wet leur donna alors l'ordre de se rendre, et environ 200 furent pris, avec 6 canons de la batterie U.
Un officier britannique remarqua alors la situation, et ordonna à la batterie Q de fuir. Les hommes de De Wet ouvrirent alors le feu. Les Britanniques se replièrent alors vers la gare de chemin de fer, qui offrait divers abris, alors que la batterie Q commandée par le Major Phipps-Hornby (en) (rejoint par un canon de la batterie U qui avait réussi à s'échapper) se déploya et ouvrit le feu.
Ce tir d'artillerie, combiné avec les tirs de fusil de la gare de chemin de fer, stoppa les hommes de Christiaan de Wet, mais les hommes de Piet de Wet se faisaient de plus en plus menaçants. Les munitions de Broadwood arrivaient à leur terme, et les Britanniques décidèrent de se retirer vers le sud. Les canons devaient être sauvés en premier. Cinq furent emportés et deux autres durent être abandonnés. De nombreux soldats britanniques furent abattus en parcourant les 1 200 mètres de plaine pour emporter les canons, mais l'intégrité de l'unité fut maintenue.
Environ trois heures plus tard, la 9e division d'infanterie commandée par le général major Henry Colville arriva pour délivrer la brigade montée, mais les hommes de De Wet s'étaient retirés vers des positions hautes plus défendables sur la Modder River et tous évacuèrent le champ de bataille. Ceci laissa cependant l'approvisionnement en eau de Bloemfontein aux mains des Boers.
En tout, les Britanniques perdirent 155 hommes, morts ou blessés. 428 hommes, sept pièces d'artillerie et 117 chars furent capturés. Les forces boers ne déplorèrent que 3 morts et 5 blessés. Mais plus grave que les pertes militaires était la perte du contrôle de l'eau potable de Bloemfontein. Ceci aggrava grandement l'épidémie de fièvre typhoïde qui touchait l'Armée britannique, et qui causa la mort de 2 000 hommes.

## Après la bataille
En reconnaissance du courage de l'ensemble de la batterie Q à cette occasion, le maréchal Lord Roberts décida de considérer l'ensemble du groupe en application de la règle 13 de la croix de Victoria. Dès lors, un officier fut choisi par les officiers entre eux, un officier non commissionné par les officiers non commissionnés, et deux canonniers ou conducteurs par les canonniers et conducteurs pour recevoir la croix de Victoria.
Les hommes de la batterie Q qui gagnèrent la croix de Victoria furent : Major Edmund John Phipps-Hornby VC, Sergeant Charles E. H. Parker VC, Gunner Isaac Lodge VC, Driver Horace Henry Glasock VC.
Le maréchal Lord Roberts octroya également la croix de Victoria au lieutenant Francis Maxwell qui fit volontairement cinq incursions dans la plaine pour récupérer deux canons et trois chariots de munitions, dont l'un tiré par lui-même, un officier et quelques canonniers. Le lieutenant Maxwell essaya également de sauver un troisième canon, restant à côté jusqu'à ce que la proximité de l'ennemi rende la récupération impossible.